# Антоново (Опочецький район)
Антоново (рос. Антоново) — присілок в Опочецькому районі Псковської області Російської Федерації.
Населення становить 24 особи. Входить до складу муніципального утворення Варигинська волость.

## Історія
Від 2015 року входить до складу муніципального утворення Варигинська волость.

## Населення
| 2001 | 2002 | 2010 | 2013 | 2014 | 2015 | 2016 |
| ---- | ---- | ---- | ---- | ---- | ---- | ---- |
| 39   | ↘38  | ↘33  | ↘24  | ↗25  | ↘24  | →24  |